# کندوره
پیراهن کَندوره لباس سنتی بانوان و از پوشش‌های محلی خاص استان هرمزگان است. این پیراهن با یقه ای گرد که در جلو بسته می‌شود، دو برش عمودی از سرشانه تا خط سینه و پایین دامن دارد که از پهلوی یقه تا درز وسط از پارچه رنگی متفاوت و برای لبه آستین نیز به صورت دو تکه از پارچه‌های دیگر استفاده می‌شود. این لباس دارای حاشیه نوار دوزی پهن در ناحیه دور کمر است و اندامی بودن آن و انتخاب قد تا حد زانو به مدل و دوخت آن تنوع می‌دهد. درزهای دامن به وسیله نوارهای دست باف یا گلابتون و زری و در پاره ای نقاط با خوس تزیین می‌شود. اغلب این نوارها و زری‌های تزیینی با دست توسط زنان هنرمند هرمزگانی بافته می‌شود. این نوارهای تزئینی از زری‌های طلایی بافته می‌شوند.
در بندرعباس و نواحی مرکزی مانند کنگ، بندرلنگه و بندرخمیر این لباس را تنگتر و کوتاهتر و در شهرهایی مانند هرمز و قشم آن را با اندکی تغییرات که متأثر از پیراهن‌های عربی کشورهای حاشیه خلیج فارس است با حذف برش دور کمر و گشادتر می‌دوزند. اغلب رنگ‌های مورد استفاده برای این پیراهن رنگ‌های گرم و شادی مانند قرمز، بنفش، سبز، سرخابی صورتی، نارنجی، زرد و به ندرت آبی فیروزه ای است.